# Matthäus III. (Beaumont)
Matthäus III. (französisch: Mathieu; † 1208) war ein Graf von Beaumont-sur-Oise und Graf von Valois (iure uxoris) aus dem Haus Beaumont-sur-Oise. Er war ein Sohn des Grafen Matthäus II. von Beaumont-sur-Oise, Großkämmerer von Frankreich, und dessen erster Frau Mathilde von Châteaudun.
In erster Ehe war Matthäus seit etwa 1175 verheiratet mit Eleonore von Vermandois († 1213), der Eventualerbin der Grafschaften Vermandois und Valois. Nach dem Tod von deren Schwester Mabile 1182 bestritt allerdings deren Ehemann, Graf Philipp von Flandern, die Rechte Eleonores auf das Vermandois-Erbe, das er für sich beanspruchte. In dem vom französischen König Philipp II. August im Jahr 1185 ausgehandelten Vertrag von Boves konnten Eleonore und mit ihr Matthäus die Grafschaft Valois übernehmen, Vermandois aber blieb einstweilen beim Grafen von Flandern.
Gemeinsam mit König Philipp II. August, König Heinrich II. von England, dessen Sohn Richard Löwenherz und mehreren Rittern Frankreichs nahm Matthäus am 13. Januar 1188 bei Gisors das Kreuz zum dritten Kreuzzug. Im weiteren Verlauf des Kreuzzuges wird er allerdings nicht mehr erwähnt. Während dieses Unternehmens starb der Graf von Flandern kinderlos und König Philipp II. August übertrug das Vermandois 1192 an Eleonore. Zugleich trennte sich Matthäus von seiner ersten Frau, womit er auch das Valois verlor.
Noch vor dem Jahr 1199 hatte sich Matthäus erneut verheiratet, mit Eleonore, einer Tochter des Grafen Raoul I. von Soissons. Weil er aus beiden Ehen keine Kinder hatte, beerbte ihn in Beaumont-sur-Oise sein Halbbruder Johann.

## Weblink
- Comtes de Beaumont-sur-Oise bei Foundation for Medieval Genealogy.fmg (englisch)

| Vorgänger            | Amt                                                     | Nachfolger              |
| -------------------- | ------------------------------------------------------- | ----------------------- |
| Matthäus II.         | Graf von Beaumont-sur-Oise 1174–1208                    | Johann                  |
| Philipp von Flandern | Graf von Valois (mit Eleonore von Vermandois) 1185–1192 | Eleonore von Vermandois |

| Personendaten    | Personendaten                                                         |
| ---------------- | --------------------------------------------------------------------- |
| NAME             | Matthäus III.                                                         |
| ALTERNATIVNAMEN  | Matthäus III. von Beaumont-sur-Oise; Mathieu III de Beaumont-sur-Oise |
| KURZBESCHREIBUNG | Graf von Beaumont-sur-Oise                                            |
| GEBURTSDATUM     | 12. Jahrhundert                                                       |
| STERBEDATUM      | 1208                                                                  |